# 東河原町 (岡崎市)
東河原町（ひがしかわはらちょう）は愛知県岡崎市額田地区の町名。丁番を持たない単独町名であり、64の小字が設置されている。

## 地理
岡崎市東部に位置する。乙女川が北流し、途中で河原川、雨山川を合わせる。住宅地は河川沿岸に形成され、その他は森林・農地として利用されている。

### 河川
- 乙女川
- 河原川
- 雨山川

### 字
| - 字穴ノタア（あなのたあ） - 字阿呂（あろ） - 字市橋（いちばし） - 字イド沢（いどさわ） - 字井戸向（いどむかい） - 字ウサン貝津（うさんがいつ） - 字エイカラクボ（えいからくぼ） - 字エンゴウ（えんごう） - 字大久保（おおくぼ） - 字落合（おちあい） - 字ヲノレイ（おのれい） - 字貝津（かいつ） - 字貝津道（かいつみち） - 字風張（かざはり） - 字カツラ沢（かつらさわ） - 字上貝津（かみかいつ） - 字上シケンキャウ（かみしけんきゃう） - 字上トッコウ（かみとっこう） - 字枯地戸（かれちど） - 字キワタノ沢（きわたのさわ） - 字草苅場（くさかりば） - 字黒石（くろいし） | - 字コスマイ（こすまい） - 字柴沢（しばさわ） - 字治平向（じへいむこう） - 字下シケンキャウ（しもしけんきゃう） - 字下トッコウ（しもとっこう） - 字下屋敷（しもやしき） - 字新平（しんだいら） - 字杉ノ上（すぎのうえ） - 字スモヲリ（すもおり） - 字ソシソウレ（そしそうれ） - 字田貝津（たがいつ） - 字滝沢（たきざわ） - 字滝沢口（たきざわぐち） - 字滝壺（たきつぼ） - 字トウナイドコ（とうないどこ） - 字トウノス（とうのす） - 字戸沢（とざわ） - 字中川原（なかがわら） - 字夏焼（なつやけ） - 字ノコゞウ（のこごう） - 字八子（はね） | - 字ハマイバ（はまいば） - 字日面（ひおも） - 字引欠沢（ひっかけざわ） - 字ヒッコシ（ひっこし） - 字ヒヨゾウレ（ひよぞうれ） - 字平松（ひらまつ） - 字藤ノ下（ふじのした） - 字古貝津（ふるがいつ） - 字ホウロク沢（ほうろくざわ） - 字ボチンタイラ（ぼちんたいら） - 字ホドクチ（ほどくち） - 字曲久保（まがりくぼ） - 字的場（まとば） - 字水ノ沢（みずのさわ） - 字御山口（みやまぐち） - 字六ツ石（むついし） - 字村ノ内（むらのうち） - 字メンコウ（めんこう） - 字ヨウヤダ（ようやだ） - 字ヨクラア（よくらあ） - 字若向（わかむき） |

## 世帯数と人口
2019年（令和元年）5月1日現在の世帯数と人口は以下の通りである。
| 町丁     | 世帯数 | 人口  |
| -------- | ------ | ----- |
| 東河原町 | 45世帯 | 116人 |

### 人口の変遷
国勢調査による人口の推移
| 2010年（平成22年） | 140人 | [ 6 ] |  |
| 2015年（平成27年） | 112人 | [ 7 ] |  |

## 小・中学校の学区
市立小・中学校に通う場合、学区は以下の通りとなる。
| 番・番地等 | 小学校             | 中学校             |
| ---------- | ------------------ | ------------------ |
| 全域       | 岡崎市立宮崎小学校 | 岡崎市立額田中学校 |

## 歴史
額田郡河原村を前身とする。もともとは宝飯郡栃原村であったが、寛永15年から額田郡に移る。天和元年頃に、乙女川と河原川の合流地点とその他の河原川流域で、栃原村と河原村に分かれた。
江戸時代は作手藩領、鳥羽藩領、天領、田中藩領を経て、旧音羽町長沢に長沢陣屋を構えた旗本巨勢氏知行栃原村及び西大平藩領河辺村となる。
1878年に栃原村と河辺村が合併して河原村となった。1889年から宮崎村大字河原。（合成地名）
岡崎市合併前は額田町大字河原としていたが、岡崎市岩津地区にすでに河原町が存在していた。それに伴い岡崎市合併時に岡崎市の東部の河原町として東河原町になった（額田地区の東河原町は『ひがしかわはらちょう』と呼ぶのに対し、岩津地区の河原町は『かわらちょう』と読む）。
2006年（平成18年）1月1日 - 岡崎市へ編入し、同市東河原町となる。

## 交通
- 愛知県道334号千万町豊川線

## 施設
- 東河原公民館
- 旧岡崎市立大雨河小学校
- 河原神社
- 高雲寺

## その他

### 日本郵便
- 郵便番号 : 444-3602[4]（集配局：額田郵便局[10]）。

## 参考資料
- 「角川日本地名大辞典」編纂委員会 編『角川日本地名大辞典 23 愛知県』角川書店、1989年3月8日。ISBN 4-04-001230-5。
- 有限会社平凡社地方資料センター 編『日本歴史地名体系第23巻 愛知県の地名』平凡社、1981年。ISBN 4-582-49023-9。